# Kosmos 2421
Kosmos 2421 je bio ruski špijunski satelit iz programa Kosmos. Zadnji iz serije US-PU/Legenda koje je kao i Celinu-2 zamijenila Liana. Također je nosio znanstveni teret KONUS-A koji je razvio Institut Joffe FizTeh i bio je projektiran za otkrivanje bljeskova gama-zračenja.  Predviđen za lansiranje 22. lipnja ali je kasnilo pa je lansiran je 25. lipnja 2006. godine u 04:00 UTC s kozmodroma Bajkonura u Kazahstanu s lansirnog kompleksa br. 90. Izvelo ga je osoblje Roskosmosa.  Lansiran je raketom nosačem Ciklon-2 11K69. Ophodno vrijeme bilo mu je 92,7 minuta. Orbita mu je bila 409 km u perigeju i 430 km u apogeju. Inklinacija mu je bila 65°. Spacetrackov (NORAD) kataloški broj je 29247. COSPARov identifikator je 2006-026-A. U katalogu Spacetrack naziv je COSMOS 2421.
Satelit se polovicom veljače 2008. puknuo, malo manje od tjedna nakon što je prestao redovno ispravljati si orbitu. Raspadao se postupno, a imao je probleme sa solarnim panelima već odmah po lansiranju. Ipak je izdržao 20 mjeseci i obavio zadaće. Opstao je malo manje od prosječna vijeka satelita US-PU. Raspadanje satelita nakon isteka službe uobičajena je pojava. U trima odvojenim događajima fragmentiranja nastalo je oko 500 komada krhotina koje se dade pratiti, ali ih je pola već ponovo ušlo u atmosferu do jeseni 2008. godine.
Mnogi su se sateliti raspali od prvog lansiranja. Zna se za 190 raspada satelita od 1961. do 2006. godine. Do 2012. godine raspad Kosmosa 2421 bio je jedan od prvih deset događaja stvaranja svemirskog otpada. U to je vrijeme prema procjenama bilo 500.000 komadića od raspada satelita u orbiti.
Međunarodna svemirska postaja prilagodila si je orbitu da bi izbjegla komad br. 33246 s raspadnutog satelita Kosmosa 2421. Predviđali su da je taj komad imao izglede 1 na prema 72 da će pogoditi postaju bez promjene. Kosmos 2421 je bio u višoj orbiti od međunarodne svemirske postaje, tako kad je apogej (najviša točka orbite) svemirske postaje prošao perigej (najniža točka orbite) polja krhotina, brojni fragmenti su bi prošli orbitu međunarodne svemirske postaje.
Glavno tijelo satelita konačno je ponovno ušlo u atmosferu i izgorilo 19. kolovoza 2010. godine.

## Vanjske poveznice
- N2YO.com Search Satellite Database
- Celes Trak SATCAT Format Documentation (engl.)
- Planet4589.org Podatci o satelitima tablično prikazani